# Strimmig dunrall
Strimmig dunrall (Sarothrura affinis) är en fågel i familjen dunrallar inom ordningen tran- och rallfåglar.

## Utseende
Dunrallar är mycket små ralliknande fåglar omtalade för sitt tillbakadragna leverne. De avslöjas därför oftast lättast, eller enbart, med hjälp av sina läten. Hanen och honan har tydligt skilda dräkter.
Strimmig dunrall är 14–15 cm lång. Hanen har kastanjebrunt huvud, vit strupe och vitstrimmig svart kropp med gulaktig anstrykning. Honan är brun med ljusre bandning och ljus buk. Nordliga fåglar (antonii, se nedan) är något större än nominatformen och har kastanjebrunt även ner på bröstet hos hanen.

## Utbredning och systematik
Strimmig dunrall delas in i två underarter med följande utbredning:
- Sarothrura affinis affinis – förekommer i gräsmarker i bergstrakter i Sydafrika
- Sarothrura affinis antonii – förekommer i gräsmarker i bergstrakter från sydligaste Sydsudan söderut lokalt till östra Zimbabwe

## Levnadssätt
Strimmig dunrall hittas på varierande höjd, från havsnivå i Sydafrika till 3700 meters höjd i Kenya. Den hittas vanligen i högbelägna gräsmarker, ofta nära vatten och med tillgång på tät växtlighet och några öppna ytor. I Sydafrika ses den i fynbos.
Fågeln lever av olika sorters insekter som skalbaggar, myror, termiter, flugor och syrsor, men även spindlar och frön. Den häckar under regnperioden. Boet är en skål av gräs som placeras i en grästuva.

## Status och hot
Arten har ett stort utbredningsområde, men tros minska i antal, dock inte tillräckligt kraftigt för att den ska betraktas som hotad. Internationella naturvårdsunionen IUCN kategoriserar därför arten som livskraftig (LC).